# Rhododendron fortunei
Rhododendron fortunei Lindl., 1859 è una pianta della famiglia delle Ericacee originaria della Cina e dell'Indocina.

## Descrizione
Si tratta di un arbusto o piccolo albero che cresce in altezza da 3 fino a 12 m. con foglie plumbee che possono essere da oblunghe a ellittiche, da 8 a 14,5 cm x da 3 a 9,2 cm. Fiorisce da aprile a maggio, con fasci da 6–12 fiori campanulati di colore dal bianco al rosa e profumati.

## Distribuzione e habitat
La specie è diffusa in Cina, Myanmar e Vietnam.
Cresce ad altitudini che vanno dai 600 ai 2000 m s.l.m.